# Coelonia grisescens
Coelonia grisescens är en fjärilsart som beskrevs av Saalmüller 1884. Coelonia grisescens ingår i släktet Coelonia och familjen svärmare. Inga underarter finns listade i Catalogue of Life.